# 1월 14일
1월 14일은 그레고리력으로 14번째(윤년일 경우도 14번째) 날에 해당한다.

## 사건
- 1939년 - 일제, 조선징발령세칙 공포 시행.
- 1943년 - 제2차 세계 대전: 카사블랑카 회담에서 프랭클린 D. 루스벨트 미국 대통령과 윈스턴 처칠 영국 총리가 나치 독일의 무조건 항복을 요구하는 성명 발표.
- 1946년 - 국방경비대 창설
- 1959년 - 조선민주주의인민공화국 로농적위군 창설
- 1969년 - 미국 원자력 항공모함 CVN-65 엔터프라이즈에서 폭발사고가 발생하여, 25명이 사망하고 85명이 부상당함
- 1983년 - 청량리 가스 폭발 사고
- 1984년 - 대아호텔 화재 사고가 일어났다.
- 1987년 - 박종철 고문치사 사건
- 2005년 - 하위헌스 탐사선이 토성의 위성 타이탄에 착륙함.
- 2011년 - 튀니지의 반정부 시위로 인하여 벤 알리 대통령이 축출됨.
- 2012년 -
  - 중화민국 제13대 총통 선거에서 중국 국민당 소속 마잉주 총통이 재선에 성공하였고 동시에 실시된 입법위원 선거에서도 집권 국민당이 압승하다.
  - 이탈리아 근해에서 유람선이 침몰하여 11명이 숨지는 사고가 발생하다.
- 2014년 -
  - 남수단 내전이 계속되는 가운데, 남수단주민들이 내전을 피해 백나일강을 따라 보트로 대피하다 물에 빠져 200여 명이 익사하였다.
  - 미국 정부가 사암 조각상을 포함한 세 점의 조각상을 인도 측에 반환하다.
- 2019년 - 천안 라마다 호텔 화재가 발생했다.
- 2024년 - 덴마크의 마르그레테 2세 여왕이 즉위 52주년을 맞아 퇴위하고 프레데리크 10세 국왕이 즉위하였다.

## 문화
- 1996년 - 무궁화 2호 발사.
- 2017년 - 2017년 아프리카 네이션스컵이 가봉에서 개막하였다.
- 2019년 - 여자친구 정규 2집 Time for us 발매
- 2020년 - 마이크로소프트에서 윈도우 7, 윈도우 서버 2008, 윈도우 서버 2008 R2, 인터넷 익스플로러 9, 11의 모든 지원을 종료했다.

## 탄생
- 기원전 83년 - 로마제국의 장군, 정치인 마르쿠스 안토니우스. (~기원전 30년)
- 1741년 - 미국의 독립 전쟁, 군인 베네딕트 아널드. (~1801년)
- 1836년 - 프랑스의 화가 앙리 팡탱라투르. (~1904년)
- 1854년 - 대한민국의 독립운동가 김동식. (~1909년)
- 1861년 - 오스만 제국의 황제, 칼리프 메흐메드 6세. (~1926년)
- 1871년 - 대한제국 조선 시대 후기의 항일 의병장 김기중. (~1910년)
- 1875년 - 독일의 의사 알베르트 슈바이처. (~1965년)
- 1880년 - 미국의 야구 선수 패디 리빙스턴. (~1977년)
- 1905년 - 일본의 정치인, 총리 대신 후쿠다 다케오. (~1995년)
- 1906년 - 대한민국의 정치인 이효상. (~1989년)
- 1908년 - 대한민국의 소설가 이무영. (~1960년)
- 1909년 - 미국의 영화 감독, 연극 감독 조지프 로지. (~1984년)
- 1919년 - 미국의 컴퓨터과학자 나다니엘 로체스터. (~2001년)
- 1924년 - 미국의 영화배우 캐롤 쿡. (~2023년)
- 1925년
  - 대한민국의 군인, 정치인 김유복. (~2008년)
  - 일본의 작가 미시마 유키오. (~1970년)
- 1928년 - 대한민국의 정치인 문태준. (~2020년)
- 1929년 - 대한민국의 제14대 대통령 김영삼. (~2015년)
- 1931년 - 프랑스의 가수 캐터리나 발렌트. (~2024년)
- 1934년 - 인도 비하르주의 노동자, 마운틴 맨 다슈라트 만지. (~2007년)
- 1937년 - 덴마크의 배우 벤트 메이딩. (~2024년)
- 1938년
  - 일본의 정치인 호소카와 모리히로.
  - 미국의 가수 잭 존스. (~2024년)
- 1941년
  - 미국의 배우 페이 더너웨이.
  - 스페인의 성악가이자 지휘자 플라시도 도밍고.
- 1942년
  - 독일의 배우 미하엘 그비스데크. (~2020년)
  - 스웨덴의 배우 스티그 엥스트룀.
- 1944년
  - 일본의 정치가 다나카 마키코.
  - 대한민국의 배우 심양홍.
- 1948년
  - 대한민국의 시인 박해수. (~2015년)
  - 미국의 영화배우 칼 웨더스. (~2024년)
  - 이탈리아의 전 축구 선수, 현 축구 감독 잔 피에로 벤투라.
- 1951년 - 루마니아의 전직 육상 선수 피타 로빈.
- 1952년
  - 대한민국의 정치인 김진수. (~2022년)
  - 일본의 정치인 야라 조스케.
- 1953년 - 대한민국의 언론인, 정치인, 제18대 국회의원 장세환.
- 1954년 - 대한민국의 정치인 유필우.
- 1955년 - 프랑스의 전직 축구 선수 도미니크 로슈토.
- 1958년 - 대한민국의 배우 유식.
- 1959년 - 일본의 배우 요시다 코타로.
- 1962년 - 대한민국의 기업인, 축구 선수 정몽규.
- 1963년
  - 대한민국의 기업인 서경배.
  - 미국의 영화 감독 스티븐 소더버그.
  - 대한민국의 범죄자 이춘재.
- 1966년 - 대한민국의 전 야구 선수, 현 야구 코치 김응국.
- 1967년 - 영국의 배우 에밀리 왓슨.
- 1968년 - 미국의 래퍼, 배우, 작곡가, 음반 제작자 LL 쿨 J.
- 1969년
  - 미국의 음악가 데이브 그롤.
  - 미국의 배우 제이슨 베이트먼.
- 1970년 - 미국의 프로레슬링 선수 진 스니츠키.
- 1972년 - 대한민국의 배우 최병모.
- 1974년
  - 대한민국의 야구 선수 박연수.
  - 대한민국의 정치인 정을호.
- 1977년
  - 대한민국의 힙합 래퍼 MC 한새.
  - 대한민국의 농구 선수, 농구 지도자, 체육 행정가 박정은.
- 1979년 - 대한민국의 전 아나운서 노현정.
- 1980년
  - 대한민국의 전직 프로게이머, 기업인 김대기.
  - 일본의 배우 타마키 히로시.
- 1981년
  - 대한민국의 래퍼 개코 (CB 매스, 다이나믹 듀오).
  - 대한민국의 배우 정우.
  - 대한민국의 배우 박윤재.
  - 대한민국의 수영 선수 한규철.
- 1982년 - 스페인의 축구 선수 빅토르 발데스.
- 1984년 - 미국의 배우 맷 바.
- 1985년
  - 대한민국의 래퍼 디액션 (언터쳐블).
  - 대한민국의 전 가수 김민수 (먼데이키즈). (~2008년)
  - 대한민국의 배우 배정화.
- 1986년 - 프랑스의 축구 선수 요안 카바예.
- 1987년
  - 대한민국의 축구 선수 윤준하 (강원 FC).
  - 일본의 배우 하시모토 아츠시.
  - 대한민국의 가수 김보아 (스피카).
  - 대한민국의 아나운서 강려원.
  - 대한민국의 전직 스타크래프트 프로게이머 한동훈.
- 1988년
  - 대한민국의 배우 김혜성.
  - 대한민국의 레이싱 모델 한민영.
  - 프랑스의 가수 조르디.
- 1989년
  - 대한민국의 전 야구 선수 김재율.
  - 대한민국의 축구 선수 김지웅.
  - 스페인의 축구 선수 빅토르 발데스.
- 1990년 - 헝가리의 펜싱 선수 실라지 아론.
- 1991년
  - 미국의 야구 선수 스티븐 피스코티.
  - 미국 태생 체코의 야구 선수 에릭 소가드.
- 1992년
  - 대한민국의 배우 동하.
  - 대한민국의 배우 윤다영.
  - 대한민국의 가수 서진.
- 1993년 - 대한민국의 모델, 배우 최아라.
- 1994년
  - 대한민국의 래퍼 카이 (EXO, EXO-K).
  - 대한민국의 가수 해디.
  - 대한민국의 가수 윤현상.
- 1996년 - 대한민국의 배우 주현영.
- 1997년
  - 대한민국의 바둑 기사 변상일.
  - 대한민국의 가수 오로라 (네이처).
  - 일본의 야구 선수 이토 유스케.
- 1998년
  - 대한민국의 축구 선수 김준범.
  - 일본의 배우, 모델 모리타카 아이.
- 1999년
  - 잉글랜드의 축구 선수 데클런 라이스.
  - 브라질의 축구 선수 이메르송 로얄.
- 2000년
  - 대한민국의 가수 제린.
  - 캐나다의 축구 선수 조너선 데이비드.
  - 중화인민공화국의 바둑 기사 셰커.
- 2002년 - 대한민국의 야구 선수 손성빈.
- 2005년
  - 대한민국의 배우 김유빈.
  - 대한민국의 야구 선수 김영우.

### 미상
- 대한민국의 가수 루나율.
- 대한민국의 가수 임보나.
- 대한민국의 가수 이민정.

## 사망
- 927년 - 오대 십국 시대 민나라의 2대 군주 왕연한. (?~)
- 1753년 - 아일랜드의 철학자 조지 버클리. (1685년~)
- 1945년 - 스웨덴의 경제학자 구스타프 카셀. (1866년~)
- 1953년 - 일본의 사학자 도리이 류조. (1870년~)
- 1957년 - 미국의 배우 험프리 보가트. (1899년~)
- 1974년 - 북한의 시인 이찬. (1910년~)
- 1977년 - 오스트레일리아의 배우 피터 핀치. (1916년~)
- 1978년 - 오스트리아의 수학자 쿠르트 괴델.  (1906년~)
- 1987년 - 대한민국의 민주화 운동가 박종철. (1964년~)
- 1988년
  - 소비에트 연방의 정치인 게오르기 말렌코프. (1902년~)
  - 니카라과의 혁명 게릴라, 정치가 노라 아스토르가. (1948년~)
- 1999년 - 대한민국의 군인 송석하. (1915년~)
- 2008년 - 대한민국의 비전향장기수 김영태. (1931년~)
- 2010년 - 대한민국의 가톨릭 신부, 의사 이태석. (1962년~)
- 2016년 - 영국의 배우 앨런 릭먼. (1946년~)
- 2017년 - 중국의 경제학자 저우유광. (1906년~)
- 2019년 - 폴란드의 정치인 파베우 아다모비치. (1965년~)
- 2020년 - 미국의 영화배우 잭 케호. (1934년~)
- 2021년
  - 미국의 영화배우 피터 마크 리치먼.  (1927년~)
  - 인도네시아의 설교자 셰이크 알리 자베르. (1976년~)
- 2022년
  - 대한민국의 목회자 김성광. (1947년~)
  - 스페인의 건축가 리카르도 보필. (1939년~)
- 2023년
  - 일본의 음악가 다카하시 유키히로. (1952년~)
  - 대한민국의 정치인 이규상. (1936년~)
  - 러시아의 영화배우 인나 추리코바. (1943년~)
- 2024년
  - 스페인의 축구 선수 리카르도 알로스. (1931년~)
  - 오스트리아의 영화배우 엘리자베스 트리센나. (1944년~)
- 2025년 - 대한민국의 농민운동가 조한규. (1935년~)

## 기념일
- 다이어리 데이: 대한민국
- 동방 정교회 율리우스력 설날
- 센카쿠 제도 개척의 날

## 같이 보기
- 전날: 1월 13일 다음날: 1월 15일 - 전달: 12월 14일 다음달: 2월 14일
- 음력: 1월 14일
- 모두 보기